# Sinfonia n. 29 (Mozart)

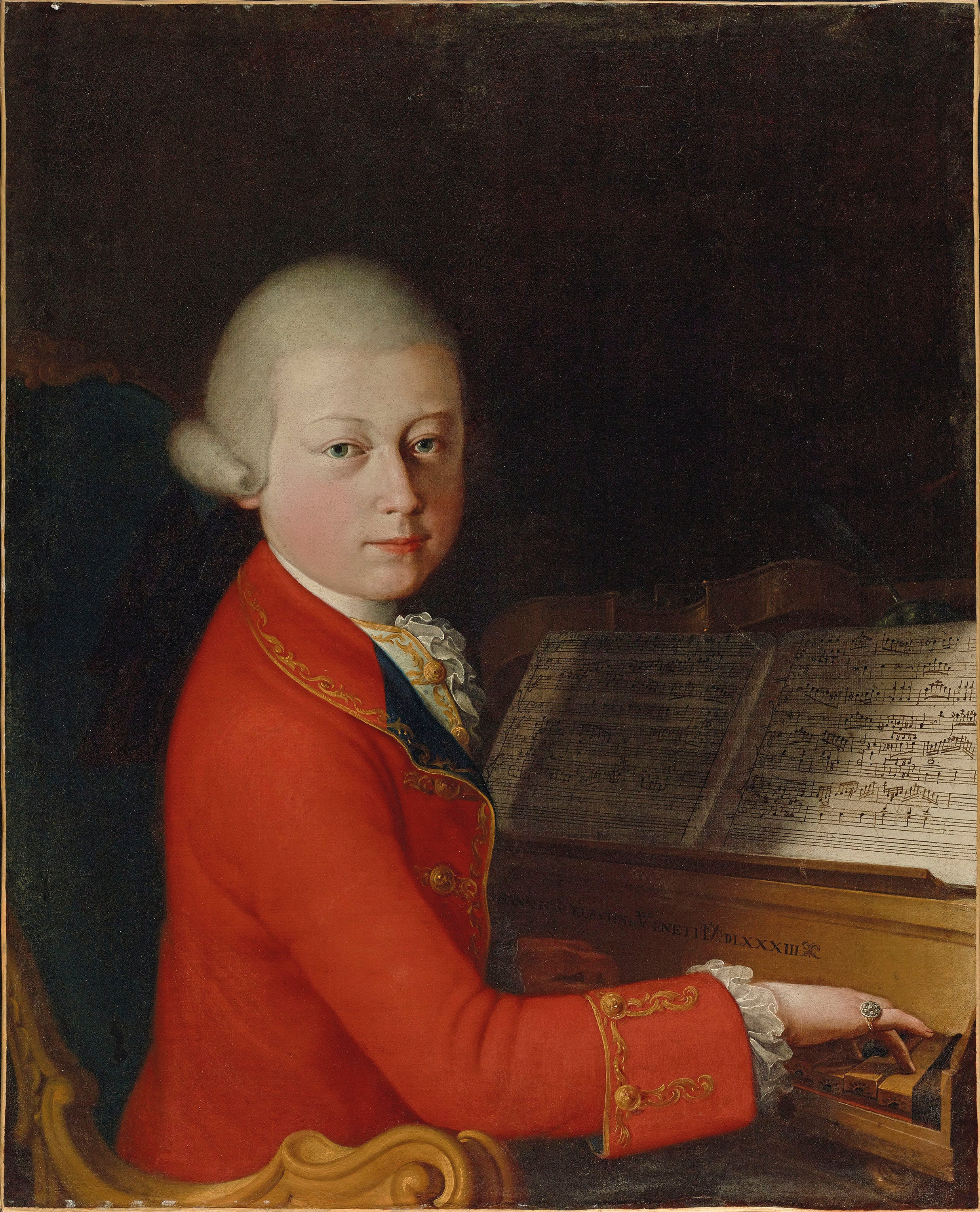
Wolfgang Amadeus Mozart nel 1770.

La sinfonia n. 29 in La Maggiore K 201 (K6 186a) di Wolfgang Amadeus Mozart venne completata a Salisburgo il 6 aprile 1774.

## Storia

### Contesto
La carriera di Mozart come sinfonista era iniziata a Londra durante la grande tournée europea della famiglia Mozart fra il giugno 1763 e il novembre 1766. Il padre, Leopold, aveva pianificato il viaggio per esibire il talento dei propri figli, Wolfgang e Maria Anna, presso le principali corti europee. In questo periodo Wolfgang venne a contatto con le principali tradizioni musicali europee (tedesca, britannica, francese e italiana) e realizzò le sue prime sinfonie, che si ponevano nel solco delle composizioni in tre movimenti all'italiana in stile galante di Carl Friedrich Abel e di Johann Christian Bach. Inoltre, ascoltò anche le sinfonie di altri compositori come Thomas Arne, William Boyce e Giuseppe Sammartini.
In seguito, Leopold e i suoi figli trascorsero diversi mesi nel 1768 a Vienna durante i quali Wolfgang adattò il proprio stile ai gusti del pubblico viennese, adottando fra le varie cose la struttura della sinfonia in quattro movimenti. Wolfgang e suo padre Leopold fecero tre viaggi in Italia fra il dicembre 1769 e il maggio 1773. In questo periodo Wolfgang alternò i suoi viaggi con soggiorni a Salisburgo, durante i quali compose l'opera Mitridate, re di Ponto, oltre a diverse sinfonie influenzate dal gusto italiano.

### Composizione
Fra marzo 1773 e novembre 1774 Mozart compose a Salisburgo nove sinfonie: la n. 26 a marzo o autunno 1773, la n. 22 a marzo o aprile 1773, la n. 27 ad aprile 1773, la n. 23 a maggio 1773, la n. 24 a ottobre 1773, la n. 25 a ottobre 1773, la n. 29 ad aprile 1774,  la n. 30 a maggio 1774 e la n. 28 a novembre 1773 o 1774.
Si tratta di un periodo della vita di Mozart scarno di dettagli. Fino a dicembre 1773, mese in cui si recò a Monaco di Baviera per supervisionare la prima rappresentazione della sua opera La finta giardiniera, trascorse l'intero anno a Salisburgo e, quindi, non esistono lettere ai parenti. Nello stesso periodo fu assunto come primo violino (insieme a Michael Haydn, fratello minore del più celebre Franz Joseph) alla corte arcivescovile di Salisburgo.
Il committente e lo scopo di queste sinfonie sono sconosciuti, ma è possibile che fossero destinate a mecenati italiani e che facessero parte di un gruppo unitario. Mozart apprezzò queste sinfonie tanto che le eseguì nuovamente a Vienna nel 1783. Tuttavia, poiché era insolito presentare al pubblico vecchie composizioni, dovette pubblicarle come nuove sinfonie. Questo, forse, è il motivo per cui Mozart cancellò le date dai manoscritti originali. I musicologi, in seguito, riuscirono a collocare cronologicamente le composizioni, anche se permangono alcune incertezze sulle sinfonie n. 22 e n. 28. Le sinfonie n. 22, 23, 24, 26 e 27 sono costituite da tre movimenti e, tranne la n. 27, hanno caratteristiche di ouverture all'italiana come la durata abbastanza breve, un movimento centrale in stile pastorale e fanfare, mentre le n. 25, 28, 29 e 30 sono composte in quattro movimenti e contengono il minuetto.
Diversi autori sottolineano l'importanza di questa sinfonia come punto culminante dell'opera sinfonica giovanile di Mozart. Oltre alla sua lunghezza e alla forma-sonata ben definita del primo, secondo e quarto movimento, l'autore si concentrò sul contrappunto, in particolare nel primo movimento, e sull'espressività, ad esempio nel lungo sviluppo nel quarto movimento. Il musicologo Stanley Sadie la definì «una pietra miliare, personale nel tono e ancor di più nella sua combinazione di intima musica da camera con una tempra ardente e impulsiva». Questa sinfonia, insieme alla n. 25, fu tra le prime sinfonie di Mozart ad affermarsi stabilmente nei programmi dei concerti.

## Strumentazione
La sinfonia n. 29 è composta per un'orchestra formata da:
- Archi: violino 1° e 2°, viola, violoncello e contrabbasso.
- Fiati: due oboi.
- Ottoni: due corni in La.

## Struttura
Sono presenti quattro movimenti, coerentemente con i canoni del classicismo:
1. Allegro moderato, in La maggiore, tempo 2/2.
2. Andante, in Re maggiore, tempo 2/4.
3. Minuetto: Allegretto, in La maggiore, tempo 3/4, e Trio, in Mi maggiore, tempo 3/4.
4. Allegro con spirito, in La maggiore, tempo 6/8.

### Allegro moderato
Il primo movimento inizia con un Piano, indicazione dinamica insolita per l'apertura delle sinfonie giovanili di Mozart, e si apre con una frase che viene poi sottoposta ad accurate elaborazioni, in cui il compositore non usa un vero contrappunto ma giochi di imitazione che, uniti a espedienti timbrici, forniscono al movimento caratteristiche di moderata drammaticità.

### Andante
Il secondo movimento, Andante, è caratterizzato da grande lirismo. Il gioco delle imitazioni continua, ma è l'uso degli archi in sordina che conferisce al movimento una sonorità del tutto speciale. Mozart riesce a sviluppare un movimento di una certa ampiezza nonostante un materiale tematico piuttosto contenuto.

### Minuetto: AllegrettoeTrio
Il minuetto inizia, contrariamente alla consuetudine, con un Piano sostenuto dai soli violini ed è caratterizzato da ritmi puntati e da frasi staccate. Il trio, invece, ha carattere più aggraziato.

### Allegro con spirito
L'ultimo movimento presenta una scrittura molto complessa, dove Mozart dimostra di aver pienamente raggiunto la maturità artistica sia dal punto di vista tecnico che strumentale.